# Bremer (Adelsgeschlecht)
Bremer ist der Name eines alten niedersächsischen Adelsgeschlechts aus dem Erzstift und Herzogtum Bremen.
Das Geschlecht ist zu unterscheiden von den nicht verwandten bremischen von Bremen (de Brema), westfälischen von Bremen und den mecklenburgischen von Bremen.

## Geschichte
Die Stammreihe beginnt soweit urkundlich gesichert nachweisbar mit Jürgen Bremer (gest.1521) Erbherr auf Gut Bentwisch an der Oste. Bentwisch ist heute Ortsteil von Oberndorf (Oste). Jürgen Bremers Urenkel Johann, Hinrich, Jürgen und Burchard verteilten sich auf die Güter Mannhausen in Laak bei Geversdorf (Johann), Bentwisch (Hinrich), Cadenberge (Jürgen) und Burchard bekam drei Meyerhöfe bei Oederquart, die er zum Gut Seeburg zusammenlegte.
Einige Quellen sehen eine Verbindung zu dem alten Ministerialengeschlecht der de Brema mit dem ersten nachweislichen Ahnherrn Engelbertus de Brema, der Anfang des 12. Jahrhunderts lebte. Eine Durchgehende Stammreihe lässt sich jedoch nicht nachweisen.
Der hannoversche Staats- und Kabinettsminister Friedrich von Bremer (Erbherren Gut Cadenberge I.) wurde am 8. August 1830 mit einer Wappenmehrung in den Grafenstand (Primogenitur) erhoben.
Wie aus einer Aufstellung der Akten von Gütern der Familie hervorgeht, besaß die Familie im Laufe der Zeit Güter in Oberndorf Bentwisch, Cadenberge, Wingst Cadewisch, Dobrock, Eimbeckhausen, Herrmannsthal, Elmlohe, Oederquart Seeburg, Hemmoor Basbeck und Wunstorf.
Erbherren Gut Bentwisch
A. Jürgen Bremer, † 1521,
⚭ in erster Ehe N.N. Wahlen, 2. Ehe N.N. Wahlen (Schwestern),
Erbherr auf Gut Bentwisch, Landdrost im Erzstift Bremen
dazwischen liegende Erbfolge unklar
C. Benedictus Bremer † ca. 1584, Sohn von Adolf(Aleff) Bremer
⚭ Maria Clüver,
D1. Johann Bremer † 1636,
⚭ Maria Marschalck,
wohnte bis 1597 in Cadenberge und nach Erbteilung 1597 auf Gut Mannhausen
D2. Jürgen Bremer † ca. 1627,
⚭ Catharina Schulte,
bekam bei Erbteilung 1597 das Gut in Cadenberge
D3. Burchard Bremer,
bekam bei Erbteilung 1597 drei Meyerhöfe bei Oederquart, die er zum Gut Seeburg zusammenlegte
D4. Hinrich Bremer,
bekam bei Erbteilung 1597 das Gut Bentwisch
Erbherren Gut Cadenberge
B. Adolf(Aleff) Bremer † vor 1537, Sohn von Jürgen Bremer † 1521
⚭ Mette von Wersebe,
hielt sich auch in Cadenberge auf seiner Mühle auf.
C. Benedictus Bremer † ca. 1584,
⚭ Maria Clüver,
wohnte um 1581 in Cadenberge
D1. Johann Bremer † 1636,
⚭ Maria Marschalck,
wohnte bis 1597 in Cadenberge und nach Erbteilung 1597 auf Gut Mannhausen
D3. Burchard Bremer,
bekam bei Erbteilung 1597 drei Meyerhöfe bei Oederquart, die er zum Gut Seeburg zusammenlegte
D4. Hinrich Bremer,
bekam bei Erbteilung 1597 das Gut Bentwisch
D2. Jürgen Bremer † ca. 1627,
⚭ Catharina Schulte,
bekam bei Erbteilung 1597 das Gut in Cadenberge
E. Benedix Bremer † 1675, Sohn von Jürgen Bremer † ca. 1627
⚭ 1. Ehe Anna Elisabeth von Bothmer 2. Ehe Magdalene Marschalck (morganatisch),
Landrat
F. Dietrich Bremer *22.4.1655 (aus 1. Ehe), †6.3.1725,
⚭ Abel Elisabeth von Stechow,
Quartals-Verschlags-Kommissar, begann 1724 die Erbauung des heute noch bestehenden Herrenhauses auf dem Gut Cadenberge.
G. Benedix Jürgen Bremer *15.8.1686 †11.12.1754,
⚭ Clara Sophia Grote,
Land und Legationsrat
H1. Dietrich Bremer *20.3.1713 †13.8.1767,
ledig, Drost im Amt Himmelpforten
H2. Benedix Bremer *14.8.1717 †16.7.1779,
⚭ Caroline Augustine von Haus,
Geheimer Rat, Staatsminister
I. Friedrich Franz Dietrich Bremer *10.8.1759 †7.3.1836,
⚭ Louise Eleonora von Zwierlein,
Staats- und Kabinettsminister, 1830 in den erblichen Grafenstand erhoben
J. Benedix Carl Christian Bremer *3.11.1791 †19.8.1853,
⚭ Sophie Louise Mariann von Stafforst,
Kriegsrat, Graf
K. Georg Friedrich August Bremer *20.8.1823 †9.4.1892,
⚭ Margareth Elisabeth Collins, getrennt lebend ab 1889
Geheimrat, Graf
L. Charlotte von Bremer *28.1.1861 †13.8.1931 London,
zog nach Trennung der Eltern 1889 mit der Mutter nach England und blieb ledig.

## Wappen
- Das Stammwappen ist gespalten, rechts Rot und links am Spalt in Silber ein halbes rotes Kammrad mit vier Speichen und fünf Zacken. Auf dem Helm mit rot-silbernen Decken sechs abwechselnd silberne und rote Straußenfedern.[3]
- Das gräfliche Wappen von 1830 ist geviert und zeigt in 1 und 4 das Stammwappen, in 2 und 3 in Silber einen rechtshin gekrümmten roten Baumast mit fünf abgehauenen Zweigenden (von Haus). Drei Helme mit rot-silbernen Decken, auf dem rechten der Stammhelm, auf dem mittleren ein geharnischter Arm, der zwei geschrägte Flaggen an silbernen Stangen hält, von denen die rechte in Rot zwei geschrägte silberne Schlüssel, überhöht von einem schwarzen Kreuz (Bremen-Verden'sche Erbwürde) zeigt, auf dem linken zwei rote Baumäste (von Haus). Schildhalter: Zwei Geharnischte mit roten Straußenfedern auf dem Helm, der rechte einen roten Schild mit den silbernen Schlüsseln (und Kreuz), der linke einen silbernen Schild mit dem Kreuz haltend. Wahlspruch: „Pro rege et patria“.[3]

Historische Wappenbilder

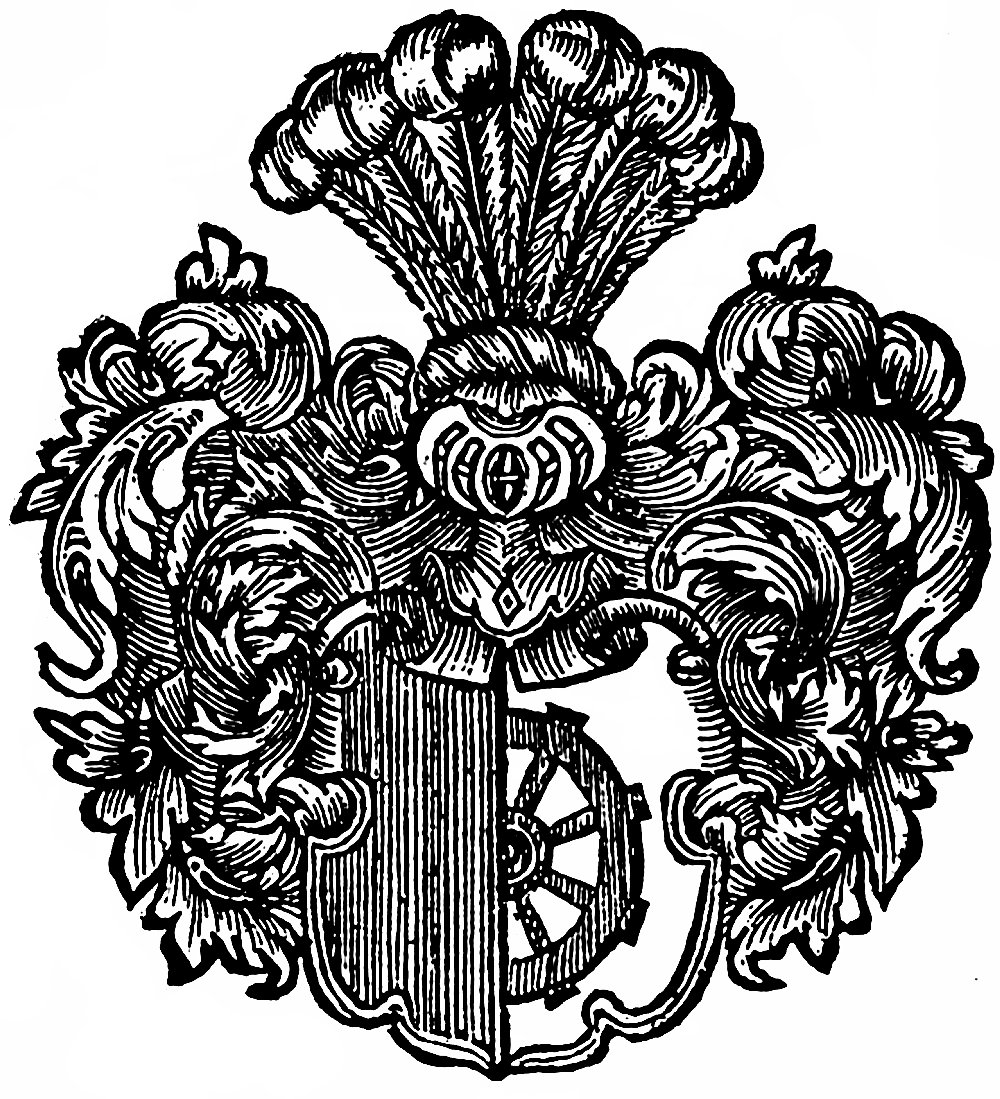
Wappen im Bremisch- und Verdischer Ritter-Sahl, 1720
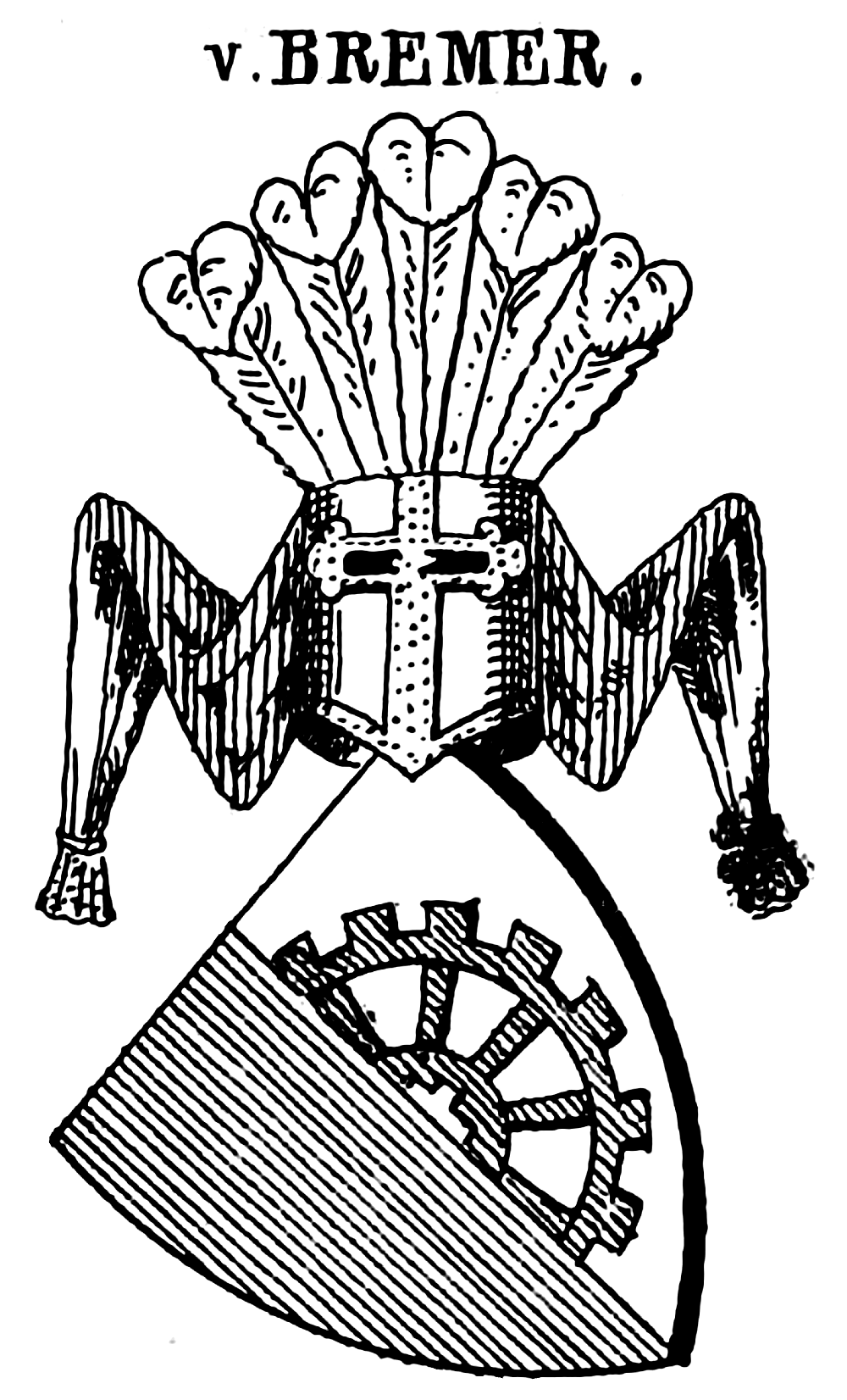
Stammwappen derer von Bremer in Siebmachers Wappenbuch
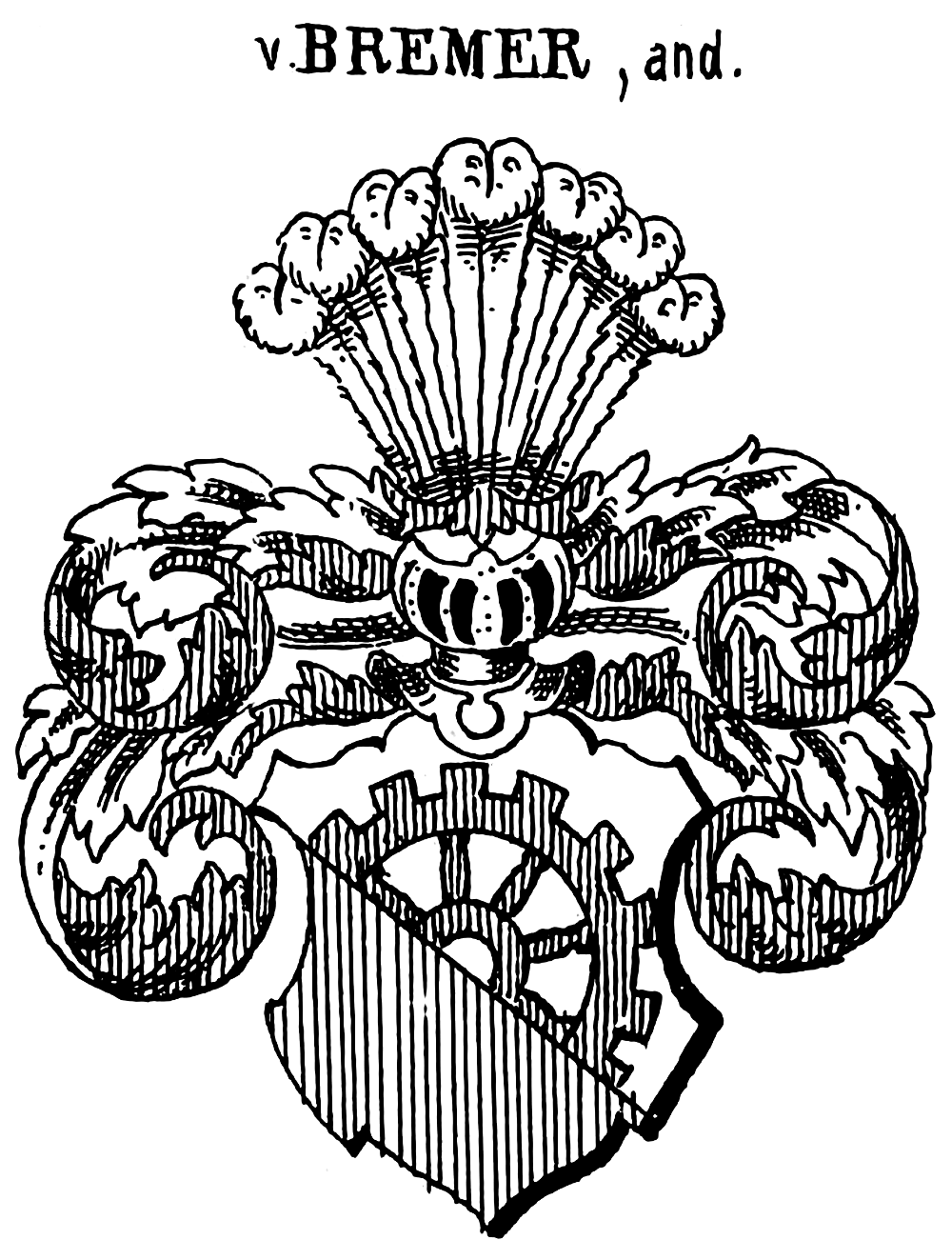
Wappenvariante in Siebmachers Wappenbuch
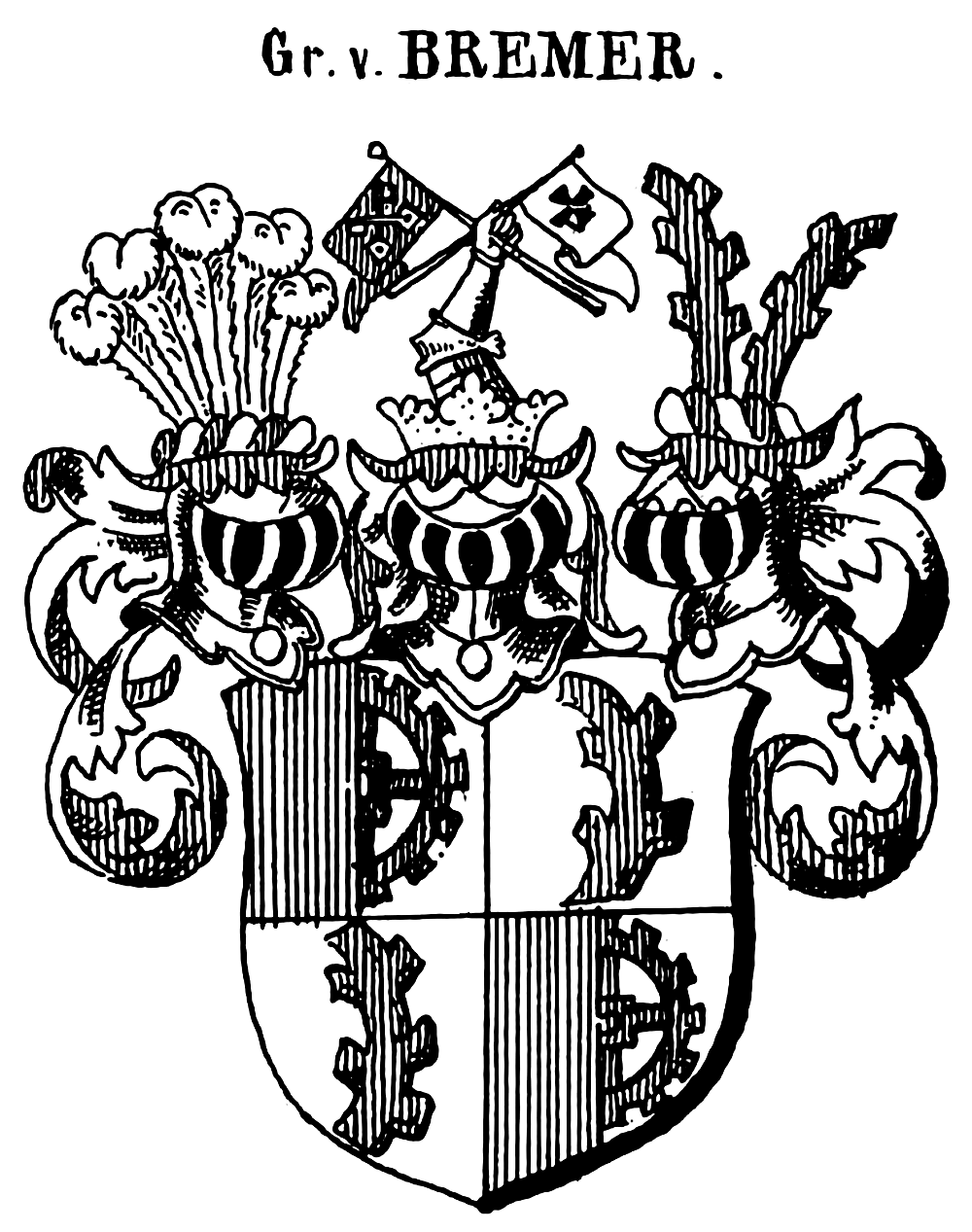
Grafen-Wappen in Siebmachers Wappenbuch
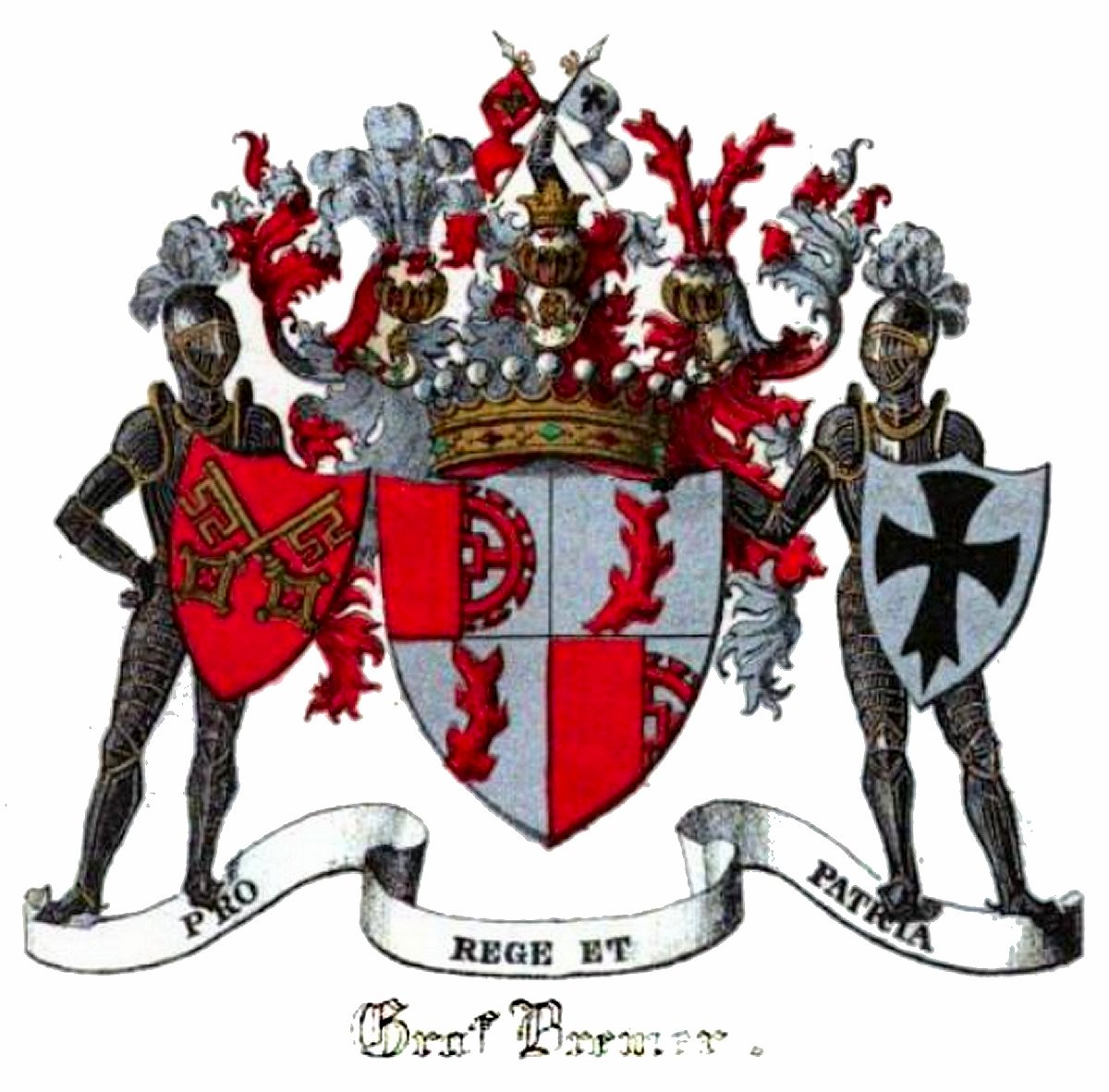
Wappen im Geschlechts- und Wappenbuch des Königreichs Hannover und des Herzogthums Braunschweig, 1852

## Familienangehörige
- Benedix von Bremer (Jurist) (Benedict von Bremer, Benedikt von Bremer; 1717–1779), deutscher Jurist, Landrat und Politiker
- Benedix Carl Christian Bremer (1791–1853), deutscher Jurist
- Benedix Georg von Bremer (Beamter) (1686–1754), deutscher Beamter und Legationsrat
- Benedix Georg August von Bremer (1759–1813), deutscher Gesandter und Politiker
- Caroline von Bremer (1766–1845), deutsche Äbtissin, Tochter von Benedix Bremer *14.8.1717 †16.7.1779
- Friedrich von Bremer (1759–1836), Minister des Königreichs Hannover
- Karl Benedikt von Bremer (1724–nach 1787), deutscher Obrist